# Guacara
Guacara – miasto w Wenezueli w stanie Carabobo; 196 tys. mieszkańców (2013).
W mieście rozwinął się przemysł metalurgiczny, elektroniczny, chemiczny, szklarski, meblarski oraz papierniczy.